# La última cena (ópera)
La última cena (título original en inglés, The Last Supper) es una ópera con música de Harrison Birtwistle y un libreto en inglés de Robin Blaser.  Birtwistle compuso la música en 1998-1999.  El estreno mundial se produjo en la Ópera Estatal de Berlín el 18 de abril de 2000, en una producción dirigida por Martin Duncan y con Daniel Barenboim dirigiendo la orquesta.  Posteriormente se representó por la Glyndebourne Touring Opera el 30 de noviembre de 2000.
Esta ópera rara vez se representa en la actualidad; en las estadísticas de Operabase aparece con sólo 4 representaciones en el período 2005-2010, siendo la ópera más representada de Harrison Birtwistle.

## Argumento
La historia es una narración contemporánea de la historia de "La última cena". Implica a un personaje (El fantasma) que representa al público. El fantasma invita a Jesucristo y a sus discípulos a cenar. El drama posterior yuxtapone lo viejo y lo nuevo, lo judío y lo cristiano para suscitar preguntas sobre el mito/historia de la última cena y su significado en un contexto moderno. La ópera termina en el Jardín de los Oivos con Jesucristo preguntando "¿A quién seguís?" y luego canta un gallo.